# Pozorka (Kladruby)
Pozorka je osada a část města Kladruby v okrese Tachov v Plzeňském kraji. Nachází východně na hranici samotného města Kladrub. Prochází zde silnice II/193 a silnice II/203. Je zde evidováno 27 adres. V roce 2011 zde trvale žilo 51 obyvatel.
Pozorka leží v katastrálním území Pozorka u Kladrub o rozloze 7,41 km².

## Historie
První písemná zmínka o vesnici pochází z roku 1838.

## Obyvatelstvo
| Rok            | 1869 | 1880 | 1890 | 1900 | 1910 | 1921 | 1930 | 1950 | 1961 | 1970 | 1980 | 1991 | 2001 | 2011 | 2021 |
| -------------- | ---- | ---- | ---- | ---- | ---- | ---- | ---- | ---- | ---- | ---- | ---- | ---- | ---- | ---- | ---- |
| Počet obyvatel | 441  | 438  | 440  | 483  | 464  | 550  | 357  | 141  | 151  | 110  | 68   | 50   | 41   | 51   | 41   |
| Počet domů     | 33   | 34   | 27   | 37   | 37   | 38   | 40   | 42   | 42   | 27   | 21   | 22   | 21   | 18   | 22   |

## Obecní správa
Při sčítání lidu v letech 1850–1949 Pozorka byla samostatnou obcí v okrese Stříbro. Od roku 1950 je částí města Kladruby, se kterým patřila nejprve do okresu Stříbro, ale od roku 1960 v okrese Tachov.

## Pamětihodnosti
- Kladrubský klášter
- Socha Vítězného Krista

## Galerie

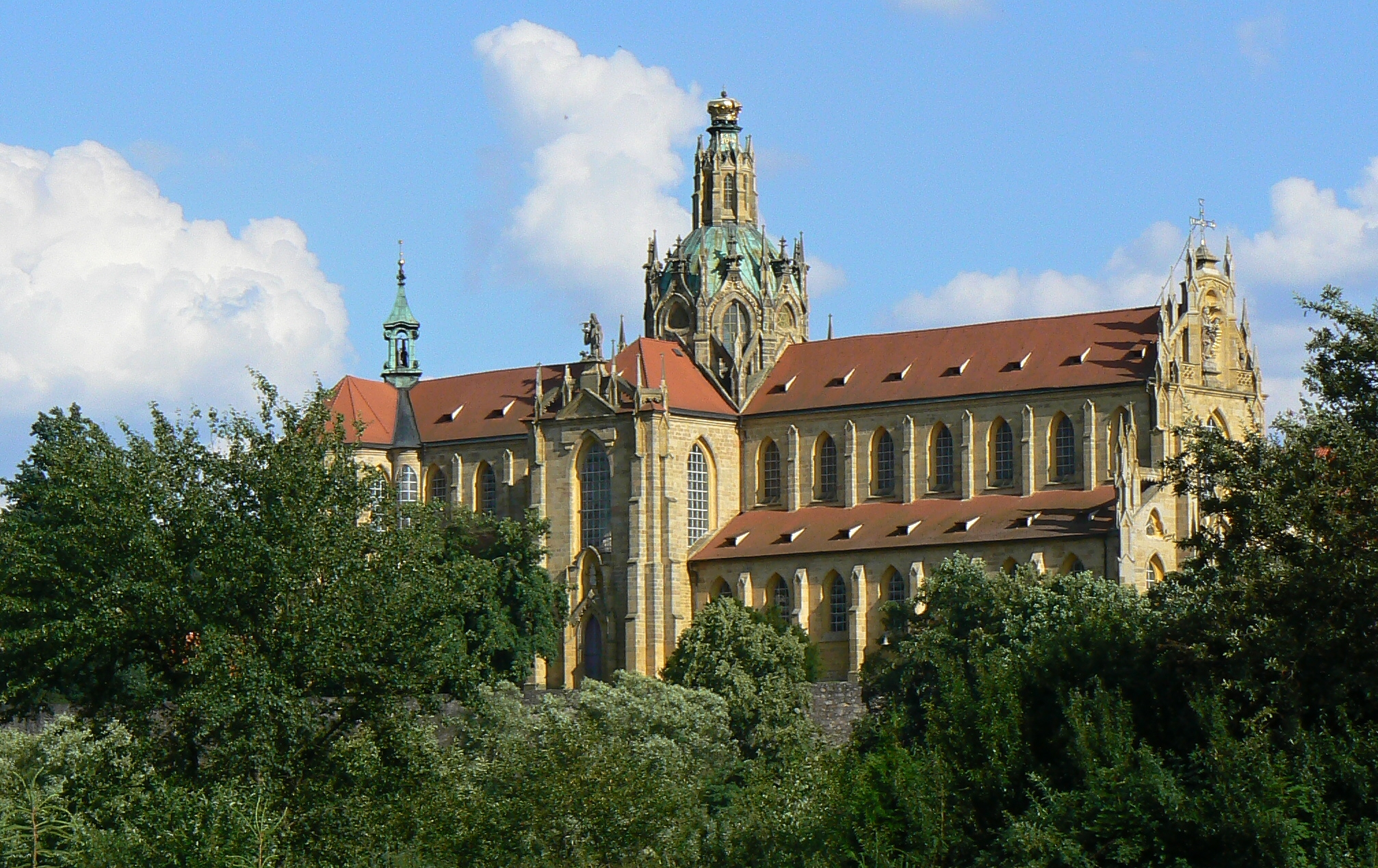
Kladrubský klášter
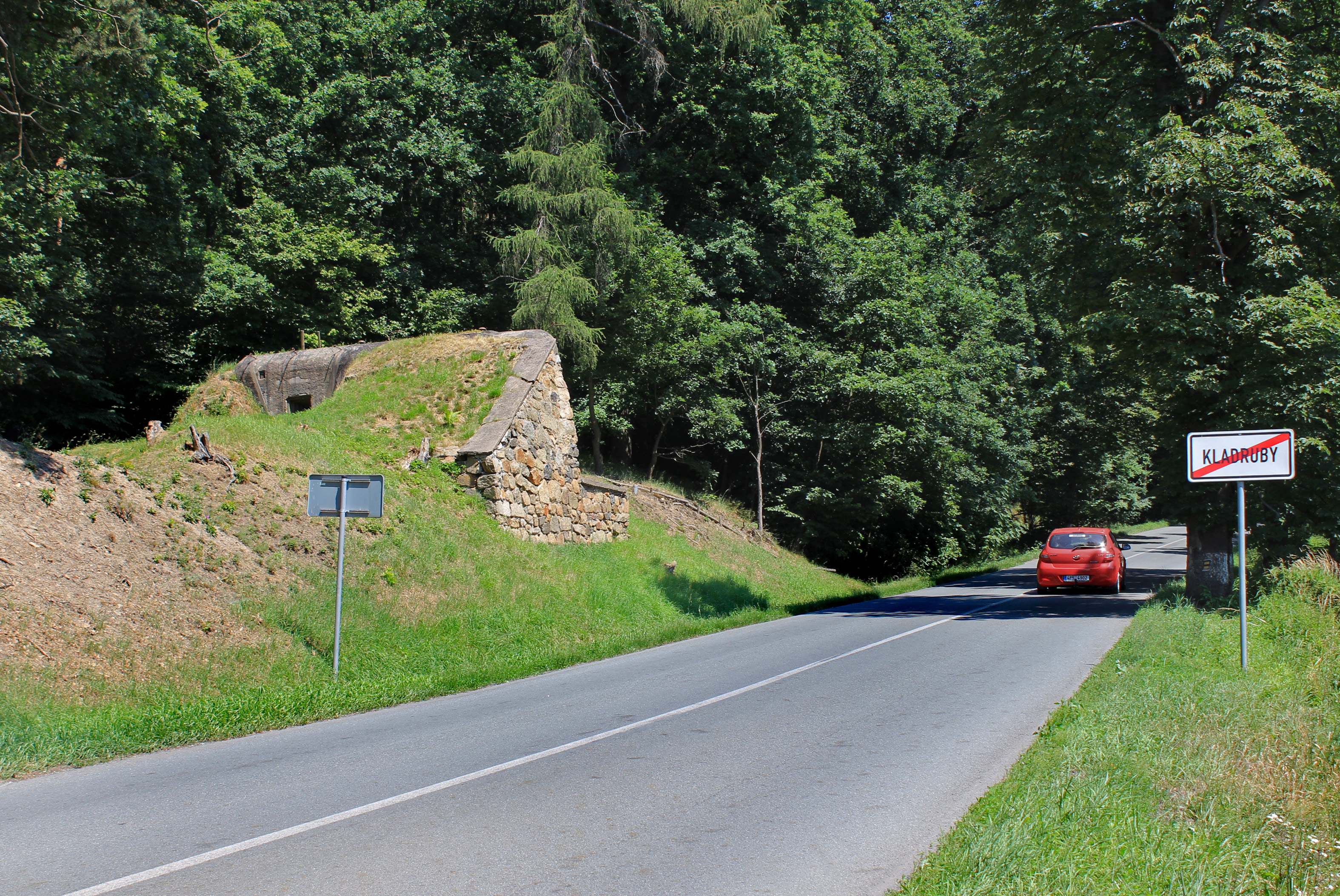
Silnice II/203 ke Stříbru
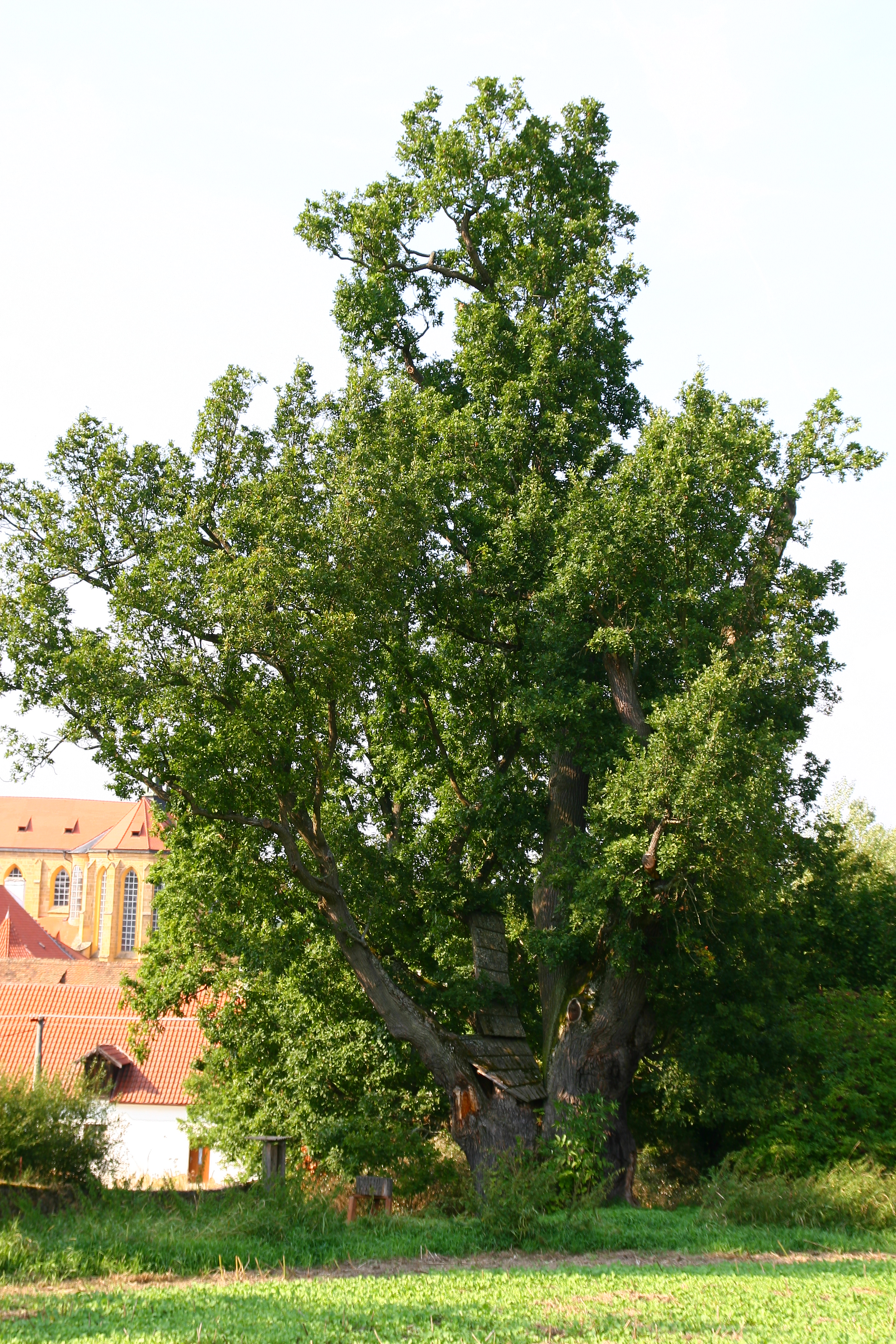
Chráněné duby